# Надзвичайні новини
«Надзвичайні новини» — інформаційно-публіцистичий проєкт Костянтина Стогнія на каналі ICTV та ICTV Ukraine.

## Про проєкт
Програма розповідає про всі надзвичайні події, які відбуваються в Україні та світі. Під прицілом резонансні злочини, ДТП, катастрофи, теракти. Відмінна риса «Надзвичайних новин» – не просто констатація фактів і перелік подій, а аналіз ситуацій з позиції запобігання таким випадкам, а також поради телеглядачам про те, як не стати жертвою в подібних ситуаціях.